# Alleinvertretungsanspruch
Alleinvertretungsanspruch ist der Grundsatz einer Regierung, die Bevölkerung eines Territoriums völkerrechtlich allein zu vertreten, obwohl auch eine andere Regierung als stabilisiertes De-facto-Regime über einen Teil des Gebietes verfügt und dieses als ihr eigenes Staatsgebiet ansieht.

## Geteiltes Deutschland

### Bundesrepublik Deutschland (bis 1990)
Die Bundesrepublik Deutschland erhob von 1949 bis 1969 einen Alleinvertretungsanspruch für das gesamte deutsche Volk. Der Anspruch beruhte zunächst auf der politischen Legitimation durch freie Wahlen. Schon in seiner Erklärung vor dem Deutschen Bundestag am 21. Oktober 1949 stellte Bundeskanzler Konrad Adenauer aus Anlass des Inkrafttretens der Verfassung der Deutschen Demokratischen Republik diesen Anspruch fest. Unterstützung erhielt er auf der New Yorker Außenministerkonferenz der drei Westmächte am 18. September 1950. Als die Sowjetunion am 25. März 1954 die Souveränität der DDR proklamierte, beanspruchte der Bundestag einstimmig die Alleinvertretung Deutschlands.
Auf der Pariser Konferenz, auf der 1954 der revidierte Deutschlandvertrag und die Aufnahme der Bundesrepublik Deutschland in das westliche Verteidigungsbündnis der NATO beschlossen wurde, machten sich die jetzt Verbündeten die zuvor schon von den drei Westmächten auf der Londoner Neun-Mächte-Konferenz bestätigte Ansicht zu eigen, die Bundesrepublik sei allein befugt, für das deutsche Volk außenpolitisch aktiv zu werden. Die westliche Welt hatte damit den Alleinvertretungsanspruch akzeptiert und sich von der westdeutschen Bundesregierung auf eine Aussage festlegen lassen, die ihren Spielraum gegenüber Deutschland einschränkte.
Rechtlich beruhte der Anspruch auf der Ansicht, der Gesamtstaat Deutschland (Deutschland als Ganzes) sei erhalten geblieben. Es könne somit keine zwei deutschen Staaten geben; die DDR sei nur ein besetztes Gebiet, in dem eine Diktatur bestehe, mit einer von der Sowjetunion eingesetzten, demnach nicht autonomen Regierung, bzw. sei als lokales De-facto-Regime zu betrachten. Nach einer anderen Auffassung standen der Minister- sowie Staatsrat der DDR der „regulären“ deutschen Bundesregierung und dem Bundespräsidenten als Gegner in einem Bürgerkriegszustand gegenüber und seien damit ebenfalls nicht völkerrechtlich anerkennungsfähig gewesen. Die Dachstaatstheorie, die die Ansicht einer Existenz von zwei Teilstaaten unter dem Dach des nie untergegangenen Deutschen Reiches vertrat, wurde dagegen erst gegen Ende der 1960er-Jahre diskutiert und schließlich im Urteil des Bundesverfassungsgerichts vom 31. Juli 1973 zum Grundlagenvertrag geäußert, wobei diese Theorie nicht klar abgegrenzt wurde und Elemente einer Identitätsthese beinhaltet, da die Bundesrepublik Deutschland als Völkerrechtssubjekt und somit Staat weiterhin identisch mit dem Deutschen Reich blieb; man rückte daher in Westdeutschland von der Kernstaatstheorie ab und postulierte eine kombinierte Staatskerntheorie.
Neben diesen völkerrechtlich begründeten Erwägungen wurde auch das Wiedervereinigungsgebot des Grundgesetzes als Beleg dafür angeführt, dass eine völkerrechtliche Anerkennung der DDR zu verhindern sei, um den rechtlichen Gesamtstaatsanspruch nicht zu verlieren, und die DDR daher niemals Ausland sein oder werden könne.

„Die sogenannte Alleinvertretungskonzeption war – ähnlich wie die Maxime Wandel durch Angleichung – immer nur eine außenpolitische Doktrin, die zu keinem Zeitpunkt im innerstaatlichen Recht der Bundesrepublik ihren Niederschlag gefunden hat.“

Der Alleinvertretungsanspruch fand seinen Ausdruck unter anderem 1955 in der Hallstein-Doktrin, nach der die Bundesrepublik Deutschland diplomatische Beziehungen zu Staaten abbrechen wollte, die diplomatische Beziehungen zur DDR aufnahmen. So wurde der Alleinvertretungsanspruch (auch: Alleinvertretungsrecht, in der DDR abschätzig Alleinvertretungsanmaßung genannt) anfangs noch konsequent verfolgt. Im internationalen Sportverkehr gab es widersprüchliche Signale: Einerseits wurden beispielsweise ab 1955 bis Mitte der 1960er-Jahre mehrfach Vereinbarungen der Bundesregierung mit NATO-Partnerstaaten geschlossen, DDR-Sportlern und -Sportfunktionären keine Einreisevisa zu erteilen, sodass diese von vielen internationalen Sportveranstaltungen ausgeschlossen waren. Auf diese Weise wurde beispielsweise politisch verhindert, dass die MZ-Sportabteilung an Motorrad-Weltmeisterschaften in NATO-Ländern teilnehmen konnte, obwohl MZ seinerzeit der aussichtsreichste Kandidat auf den Weltmeistertitel war. Andererseits gab es auch gemeinsame Wettkämpfe und bei sechs Olympischen Spielen Gesamtdeutsche Mannschaften, sodass konkrete Gespräche, Kooperationen, Bezahlung von Starts von Spitzensportlern parallel hierzu verliefen. Mit der Zeit und vor allem auch mit dem Wechsel zur sozialliberalen Koalition und der „neuen Ostpolitik“ unter Willy Brandt im Jahr 1969 wurden das Festhalten an der Doktrin und damit der Alleinvertretungsanspruch aufgegeben, da seine Durchsetzung die außen- und deutschlandpolitische Handlungsfähigkeit der Bundesrepublik zu stark einschränkte. Angesichts dessen sprach man wie in der Regierungserklärung der Bundesregierung vom 28. Oktober 1969 offiziell von nun an von den „zwei Staaten in Deutschland“.
Am 21. Dezember 1972 wurde der Vertrag über die Grundlagen der Beziehungen zwischen der Bundesrepublik Deutschland und der Deutschen Demokratischen Republik abgeschlossen (bekannt als Grundvertrag oder Grundlagenvertrag). Die Vertragspartner bekräftigten, dass keiner im Namen des anderen sprechen könne; tatsächlich hatte die Bundesrepublik auch zuvor nie behauptet, im Namen der DDR, sondern Gesamtdeutschlands zu sprechen. 1973 traten beide deutsche Staaten den Vereinten Nationen bei.
Allerdings erkannte die Bundesrepublik bis 1990 die eigene Staatsbürgerschaft der DDR nur begrenzt an und behandelte auch Bürger der DDR generell als deutsche Staatsangehörige. Flüchtlinge wurden daher nicht ausgeliefert. Auch erhielten Besucher aus der DDR grundsätzlich auf Antrag einen bundesdeutschen Reisepass, um zum Beispiel vereinfacht in die USA einreisen zu können.

### Deutsche Demokratische Republik
Auch die erste Verfassung der DDR vom 7. Oktober 1949 stellte fest, dass Deutschland eine unteilbare Republik sei und es nur eine einzige deutsche Staatsangehörigkeit gebe. De facto wurde die DDR also ebenfalls als gesamtdeutsche Republik gegründet und strebte anfangs die baldige Wiedervereinigung mit der Bundesrepublik an.
Die DDR änderte allerdings bereits gegen Ende der 1950er-Jahre ihren außenpolitischen Kurs, da eine Wiedervereinigung nicht mehr realistisch erschien. Sie verband ihre Interessen immer mehr mit denen der Sowjetunion und verfolgte konsequent die internationale Anerkennung und Feststellung der Souveränität beider deutschen Staaten. Verstärkt wurde nunmehr einseitig der „westdeutschen Bundesrepublik“ vorgeworfen, im Rahmen der Hallstein-Doktrin die DDR international isolieren zu wollen; diese sprach in dem Zusammenhang auch von der „Alleinvertretungsanmaßung der BRD“. Bereits Mitte der 1960er-Jahre hatte man diese Ansprüche der Bundesrepublik Deutschland innerhalb des Warschauer Pakts einstimmig abgelehnt und ein Zivilverteidigungsgesetz eingeführt, das diesen Anspruch und die darin gesehene Provokation abwehren sollte, obwohl dieser Status auch von der DDR zu dieser Zeit noch immer erhoben wurde.
Erst durch die Änderung der bundesdeutschen Außenpolitik unter Bundeskanzler Willy Brandt, auch weil dieser bereits seit Anfang der 1960er-Jahre die Hallstein-Doktrin ablehnte, und vor allem weil beide deutsche Staaten nunmehr die selbständige Aufnahme in die UNO anstrebten, war eine Annäherung der beiden deutschen Staaten möglich geworden. Durch die Aufnahmen beider deutschen Staaten 1973 in die UNO und nach Abschluss des Vertrages über Grundlagen der Beziehungen zwischen der DDR und der Bundesrepublik Deutschland (Grundlagenvertrag) verzichtete die DDR vollständig auf diesen Anspruch. Am 7. Oktober 1974 strich die DDR diesen Anspruch vollständig, wie auch das Ziel der Wiedervereinigung, das bis 1965 noch verwirklicht werden sollte, aus der Verfassung. Fortan ging sie von der gleichzeitigen Existenz zweier deutscher Staaten aus. Da die Bundesrepublik dies jedoch nach Ansicht der DDR nicht in gleichem Umfang in ihrem Grundgesetz umsetzte und man darin einen Verstoß gegen den Grundlagenvertrag sah, sprach die Staats- und Parteiführung ab diesem Zeitpunkt wieder verstärkt von der „Alleinvertretungsanmaßung“ der Bundesrepublik.

## China
Als Resultat des chinesischen Bürgerkrieges bestehen seit 1949 bis heute zwei separate chinesische Staaten: zum einen die sozialistische Volksrepublik China und zum anderen die demokratische Republik China (Taiwan), die beide einen Alleinvertretungsanspruch erheben. Ab 1950 nahmen alle Ostblockstaaten diplomatische Beziehungen mit der Volksrepublik China als Alleinvertreter auf, während alle Länder der westlichen Hemisphäre das gleiche mit der Republik China taten. Zudem belegten die USA und mit ihr verbündete Staaten die Volksrepublik mit einem Handelsembargo.
Auch die Vereinten Nationen (UNO) erkannten bis 1971 die Republik China als die legitime Regierung Chinas an. Dies änderte sich mit der wachsenden wirtschaftlichen Bedeutung Festlandchinas und dem Interesse der USA, die Volksrepublik China aus dem kommunistischen Block herauszulösen. Mit der Resolution 2758 beschloss die Generalversammlung der Vereinten Nationen am 25. Oktober 1971, die Volksrepublik China als einzig rechtmäßigen Vertreter des chinesischen Volkes anzuerkennen und ihre Vertreter in den UN-Organen gegen die der „nationalchinesischen“ auszutauschen. Damit sprach die UN-Vollversammlung der Volksrepublik China das Alleinvertretungsrecht für China zu, zugleich dasselbe der Republik China ab. Beachtenswert ist, dass die Republik China bis zu diesem Zeitpunkt eines der fünf ständigen Mitglieder im Sicherheitsrat der Vereinten Nationen mit Vetorecht war und diese Vollmachten vollständig auf die Volksrepublik China übergingen.
Die USA unterzeichneten am 28. Februar 1972 gemeinsam mit der Volksrepublik China das Shanghai-Kommuniqué, das zwar nur beide Staaten betraf, aber auf dessen Grundlage sich nicht nur die sino-amerikanischen Beziehungen grundlegend veränderten. Nach dessen Unterzeichnung stellten alle westlichen Industrieländer volle diplomatische Beziehungen mit der Volksrepublik China her, unter anderem auch die Bundesrepublik Deutschland, und brachen ihre diplomatischen Beziehungen zu Taiwan ab. 1979 nahmen die USA dann ebenfalls offiziell diplomatische Beziehungen zur VR China auf, die den Abbruch der offiziellen Beziehungen zu Taiwan und die Aufkündigung des militärischen Beistandspaktes bedeuteten. Im Rahmen des Taiwan Relations Act sicherten sich die USA jedoch in Taiwan Militärstützpunkte und vereinbarten mit der Regierung in Taipeh eine Schutzmachtfunktion nebst regelmäßiger Waffenlieferungen.
Taiwan musste bis 1972 auch aus allen UN-Unterorganisationen austreten und ist seitdem nicht mehr in der UNO vertreten. Infolgedessen brachen weltweit die meisten Staaten ihre offiziellen Beziehungen zur Republik China ab; viele unterhalten aber inoffizielle Kontakte. Anfang 2018 pflegten nur noch 20 Staaten diplomatische Beziehungen mit der Republik China, aus Europa allein die Vatikanstadt. Gemäß der Verfassung der Volksrepublik China wird Taiwan seit 1949 als 23. Provinz definiert, womit die Volksrepublik China de jure unverändert den Anspruch auf Taiwan beziehungsweise die „Ein-China-Politik“ aufrechterhält. Hingegen erkennt die Regierung der Republik China die administrative Einteilung der Volksrepublik China nicht an und beansprucht ihrerseits de jure das gesamte chinesische Territorium in den Grenzen der Provinzen vor der Teilung.
Allerdings vertritt die Republik China seit 1975 den Alleinvertretungsanspruch nicht mehr offensiv. Spätestens mit der Demokratisierung Taiwans in den 1990er Jahren wurden Souveränitätsansprüche auf das chinesische Festland einschließlich der Äußeren Mongolei von der Republik China de facto nicht mehr erhoben. Jedoch ist Taiwan de jure nach seiner eigenen Verfassung unverändert eine Provinz der Republik China. So kann die taiwanesische Regierung zum Beispiel die Äußere Mongolei als unabhängigen Staat noch immer nicht anerkennen, weil diese für die Republik China stets integraler Bestandteil Chinas war und eine Redefinition der Außengrenzen einer neuen Verfassung bedarf. Gleichfalls strebt die Regierung in Taipeh derzeit faktisch keine Vereinigung mit dem Festland an, nominell geht die Verfassung der Republik China jedoch nach wie vor von der Einheit Chinas aus.
Damit verstehen beide Staaten verfassungsrechtlich unverändert unter China das chinesische Festland und Taiwan zusammen. Es bestehen viele familiäre und sehr enge wirtschaftliche Verbindungen zwischen den beiden real existierenden Staaten. Seit 2008 kann die jeweilige Bevölkerung individuell und ungehindert ein- und ausreisen sowie sich frei in allen Provinzen bewegen. Neben täglichen Fährverbindungen bestehen regelmäßige Flugverbindungen zwischen Taiwan und 14 Metropolen der Volksrepublik China (Stand 2023).

## Korea
Auch Nordkorea und Südkorea erhoben seit 1948 jeweils den Anspruch, die rechtmäßige Regierung für ganz Korea zu sein. 1991 traten beide im Zuge der Annäherungspolitik in die UNO ein.

## Vietnam
Die Sozialistische Republik Vietnam im Norden wurde 1945 ausgerufen, das Kaiserreich (später Republik) Vietnam im Süden erhielt 1954 seine Unabhängigkeit von Frankreich. Nord- und Südvietnam erhoben beide den Anspruch auf das ganze Land, bis Südvietnam 1975 von nordvietnamesischen Truppen erobert wurde.

## Zypern
Auf der seit 1974 geteilten Insel erhebt die griechische Republik Zypern den Alleinvertretungsanspruch für Gesamt-Zypern, während die Türkische Republik Nordzypern den Nordteil als souveränen Staat betrachtet, der ausschließlich von der Türkei anerkannt wird. Die unterschiedliche Auffassung beider Länder zeigt sich in der Grenzfrage: Vom Süden wird diese lediglich als Demarkationslinie betrachtet, der Norden hat sie dagegen zur Staatsgrenze bestimmt.

## Republik Moldau
Nach dem Zerfall der Sowjetunion hat sich der autonome Landesteil Transnistrien im Jahre 1992 von der nun souveränen Republik Moldau gelöst und bildet seitdem ein De-facto-Regime mit Staatsqualität auf moldauischem Territorium. International von keinem anderen Staat anerkannt, entzieht sich der Landesteil der Kontrolle der moldauischen Zentralregierung. Die Durchsetzung des Alleinvertretungsanspruchs durch die Republik Moldau ist auf nationaler Ebene praktisch nicht möglich; aus Sicht der internationalen Staatengemeinschaft jedoch übt die Republik Moldau ihre hoheitlichen Rechte auf ihrem gesamten Staatsgebiet aus und Transnistrien ist als Staat nicht existent.

## Verweise